# Proteoplasto
Proteoplasto é um tipo de plasto (organelo celular eucariótico, próprio das plantas e algas) especializado ou na acumulação de amido ou de proteínas sob a forma de corpos cristalinos ou formações filamentosas.
Podem ser encontrados em sementes de leguminosas, como a soja e o feijão.